# Lê Dũng Tráng
Lê Dũng Tráng, auch D. T. Lê zitiert, (* 1947 in Saigon) ist ein vietnamesisch-französischer Mathematiker.

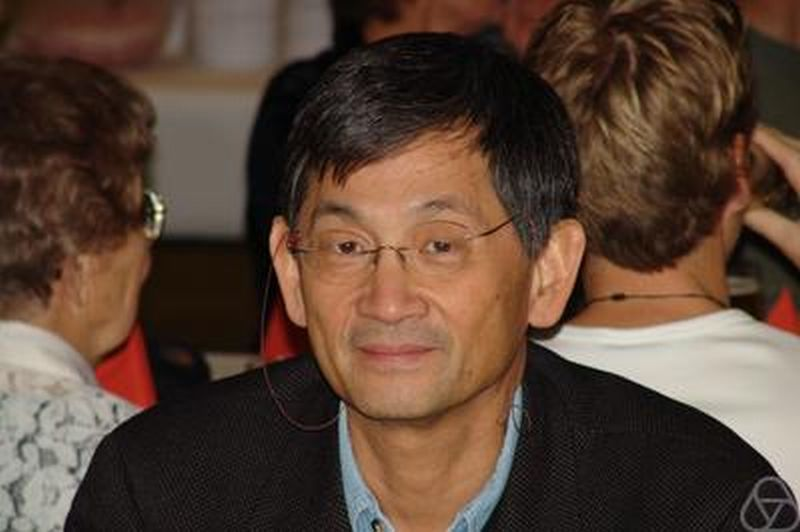
Lê Dũng Tráng, Kaiserslautern 2004

## Leben
Lê Dũng Tráng ging in den 1950er Jahren nach Frankreich, wo er das Lycée Louis-le-Grand besuchte. Er wurde 1969 und 1971 (zweiteilige französische Promotion) bei Claude Chevalley (und Pierre Deligne) an der Sorbonne promoviert. Er war zwanzig Jahre von 1975 bis 1999 Professor an der Universität Paris VII und Forschungsdirektor des CNRS. 1983 bis 1995 war er außerdem Professor an der École polytechnique. 2002 bis 2009 leitete er die Abteilung Mathematik am International Centre for Theoretical Physics (ICTP) in Triest.
Er war häufig Gastwissenschaftler an der Harvard University (bei Phillip Griffiths) und der Northeastern University (Terence Gaffney, David B. Massey).
Er befasst sich insbesondere mit Singularitätentheorie im Komplexen (Milnor-Faserungen, Verwendung polarer Varietäten, perverse Garben).
2000 war er daran beteiligt, wissenschaftlichen Austausch zwischen den USA und Vietnam herzustellen. Dafür erhielt er 2004 einen Ehrendoktor der Vietnamesischen Akademie der Wissenschaften. Er ist Fellow der Third World Academy of Sciences.
Zu seinen Doktoranden gehören Hélène Esnault und Claude Sabbah.

## Schriften
- Introduction à la théorie des singularités, Paris, Hermann, 2 Bände, 1988
- Herausgeber: Algebraic approach to differential equations, Bibliotheca Alexandrina, Alexandria, November 2007, World Scientific 2010
- Herausgeber mit Kyōji Saitō, Bernard Teissier: Singularity Theory, World Scientific 1995
- Topologie des hypersurfaces complexes, in Singularités à Cargèse, Astérisque 7/8, 1973, 171–182
- mit C. P. Ramanujan The invariance of Milnor´s number implies the invariance of the topological type, American Journal of Mathematics, Band 98, 1976, S. 67–78
- Calcul du nombre de cycles évanouissants d'une hypersurface complexe, Annales de l'institut Fourier, 23, 1973, 261–270, numdam
- Topological Use of Polar Curves, Proc. Symp. Pure Math., Band 29, 1975, S. 507–512
- mit Francoise Michel, Claude Weber: Courbes polaires et topologie des courbes planes. Annales scientifiques de l'École Normale Supérieure, Sér. 4, Band 24, 1991, S. 141–169, Numdam
- The geometry of the monodromy theorem, in C. P. Ramanujam- a tribute, Tata Institute, Springer Verlag 1978, 157–173
- mit H. Hamm Un théorème de Zariski de type de Lefschetz, Ann. Sci. ENS, 6, 1973, 317–366
- mit P. Brasselet und J. Seade: Euler obstruction and indices of vector fields. In: Topology. Band 39, Nr. 6, November 2000, S. 1193–1208, doi:10.1016/S0040-9383(99)00009-9